# Золф, Фалик
Фа́лик Золф (18 сентября 1896, Заставье Гродненской губернии — 20 апреля 1961, Виннипег, Канада) — еврейский прозаик, публицист. Автор многочисленных рассказов, статей, эссе о писателях, сборников сказок для детей, драматических произведений на идише.

## Биография
Родился в деревне Заставье недалеко от Каменец-Литовска. До одиннадцати лет учился под руководством своего отца — преподавателя Талмуда. Позже получал образование в Талмуд-торе и иешивах Бреста и Слободка.Был учителем иврита. В 1916 году оказался в Ярославле, работал на местном кожевенном.
В 1917 году ушёл добровольцем в армию, был на фронте, затем в немецком плену в Черске. В конце 1918 году вернулся на домой, основал первую еврейскую общественную школу в Заставье.
В 1926 году эмигрировал в Канаду. Начиная с 1927 работал учителем в школе имени Переца в Виннипеге. Наряду с педагогической деятельностью занимался журналистикой.
Его произведения печатались в различных еврейских периодических изданиях: «Дос идише ворт», «Дос найе ворт» (Виннипег); «Дер Хавер» (Вильнюс); «Киндер журнал», «Киндер цайтунг» (Нью-Йорк).

## Произведения
- «Аф фремдер эрд» («На чужой земле») (1945)
- «Ди лецте фун а дор» («Последние из поколения»)
- «Дер ойфштанд фун ди хашмойноим» («Восстание хасмонеев»)
- «Дер эйбикер нес фун а кригл боймл» («Вечное чудо кувшина масла»)